# Минасу
Минасу (порт. Minaçu) — муниципалитет в Бразилии, входит в штат Гояс. Составная часть мезорегиона Север штата Гойяс. Входит в экономико-статистический микрорегион Порангату. Население составляет 34 584 человека на 2006 год. Занимает площадь 2860,719 км². Плотность населения — 12,1 чел./км².
Праздник города — 14 мая. 

## История
Город основан в 1976 году.

## Статистика
- Валовой внутренний продукт на 2003 год составляет 469 708 051,00 реалов (данные: Бразильский институт географии и статистики).
- Валовой внутренний продукт на душу населения на 2003 год составляет 13 759,90 реалов (данные: Бразильский институт географии и статистики).
- Индекс развития человеческого потенциала на 2000 год составляет 0,749 (данные: Программа развития ООН).

## География
Климат местности: тропический.